# Batalla de Playa Honda
La batalla de Playa Honda fue un combate naval librado en abril de 1617 frente a la costa de Filipinas entre la Armada Española bajo el mando del Mariscal de Campo Juan Ronquillo del Castillo y la flota neerlandesa del almirante Spilbergen, en el contexto de la Guerra de los Ochenta Años. El encuentro resultó en una victoria de las fuerzas españolas, que a cambio de la pérdida de un galeón consiguieron echar a pique 3 barcos neerlandeses, forzando la retirada de estos. Este Ronquillo era hijo del antiguo Gobernador Efectivo o Perpetuo, no interino (1580-1583) Gonzalo Ronquillo de Peñalosa.[cita requerida]

## La batalla
Por orden de Jerónimo de Silva (gobernador interino tras la muerte en abril de 1616 del gobernador Juan de Silva) y de Andrés de Alcaraz (encargado de asuntos militares) la flota española, 7 galeones y 3 galeras bajo el mando de Juan Ronquillo, partió del puerto de Cavite (Filipinas) el día 8 de abril. Cinco días después avistó a la flota neerlandesa, compuesta por 10 naves bajo el mando del Joris van Spilbergen, frente a Playa Honda, junto a la costa de la provincia de Zambales (región de Luzón Central).
En el encuentro entre ambas flotas los galeones españoles abordaron a los neerlandeses; el Sol de Holanda, nave almiranta de los neerlandeses, y dos buques más resultarían hundidos.
Juan Manuel de la Vega, al mando del galeón español San Marcos, encalló intencionadamente su barco frente a la costa de Ilocos mientras era perseguido por dos naves neerlandesas, incendiándolo después para que no cayera en manos enemigas.